# Kuhndorf (Gutenborn)
Kuhndorf ist ein Ortsteil der Gemeinde Gutenborn im Burgenlandkreis in Sachsen-Anhalt.
Der Ort wurde 976 erstmals urkundlich erwähnt und liegt 2 km südlich des Zeitzer Ortsteil Rasberg und nordöstlich des Kernortes Droßdorf. Er ist nördlich, westlich und südlich umgeben vom 477 ha großen Landschaftsschutzgebiet Kuhndorftal durch welches der Wilde Bach fließt. Er ist zu erreichen über die westlich verlaufende B 2 von Zeitz nach Gera oder über die nordöstliche verlaufende B 180 von Zeitz nach Altenburg. Der Ort verfügt über einen Schießstand des Schützenvereins Kuhndorf e.V. welcher sich ca. 1 km östlich befindet.

## Sehenswürdigkeiten
Wanderwege führen durch das Landschaftsschutzgebiet Kuhndorftal von Röden nach Zeitz-Rasberg oder von der Kuhndorf-Mühle über den Schießstand durchs das Waldgebiet Knittelholz im Nordosten. In der Liste der Kulturdenkmale in Gutenborn sind für Kuhndorf acht Kulturdenkmale aufgeführt, darunter befindet sich auch die Säule 1. Ordnung Nr. 21 der Königlich-Sächsische Triangulierung sowie die Wassermühle im Tal des Wilden Bach.

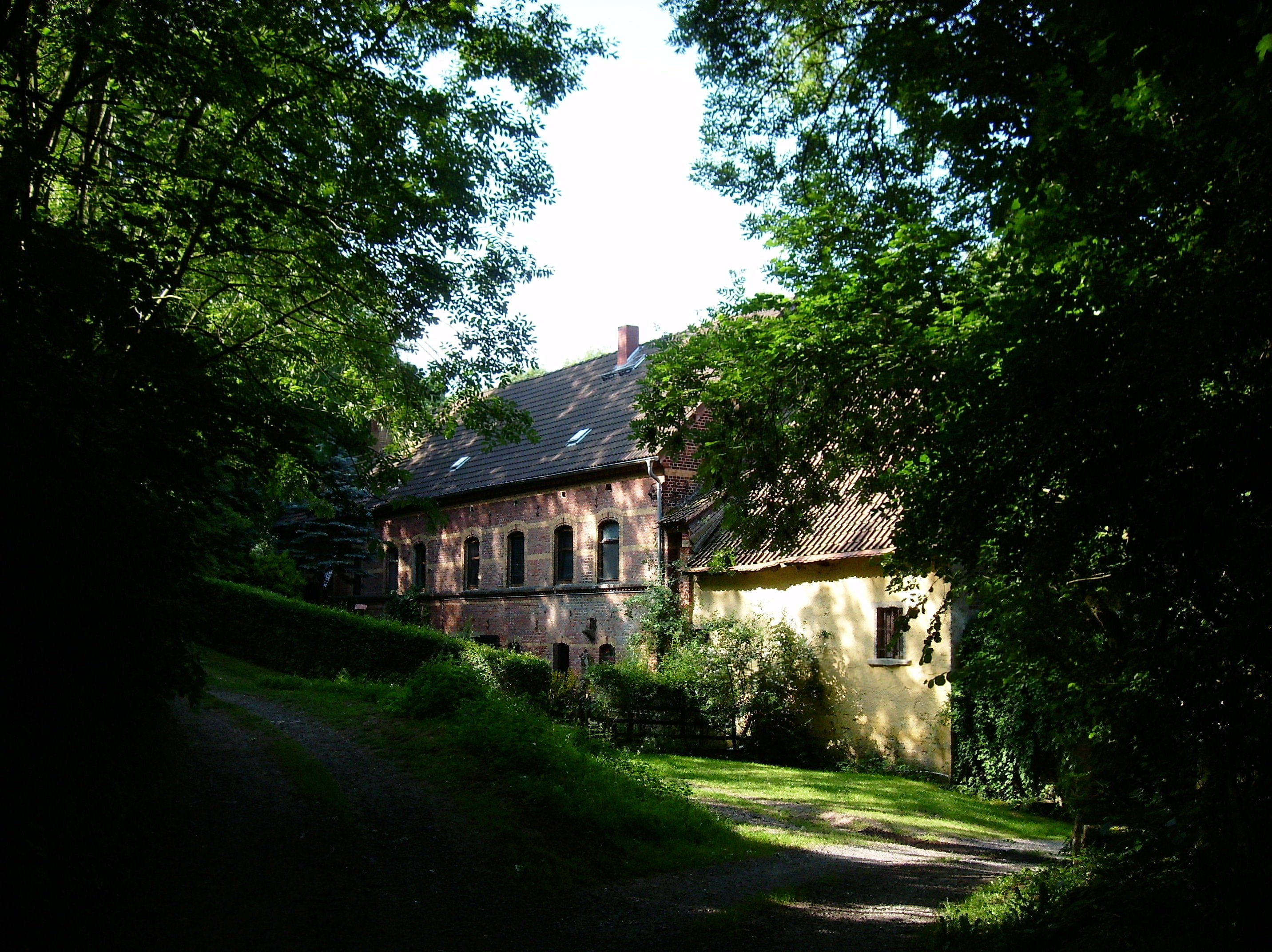
Wassermühle im Kuhndorftal
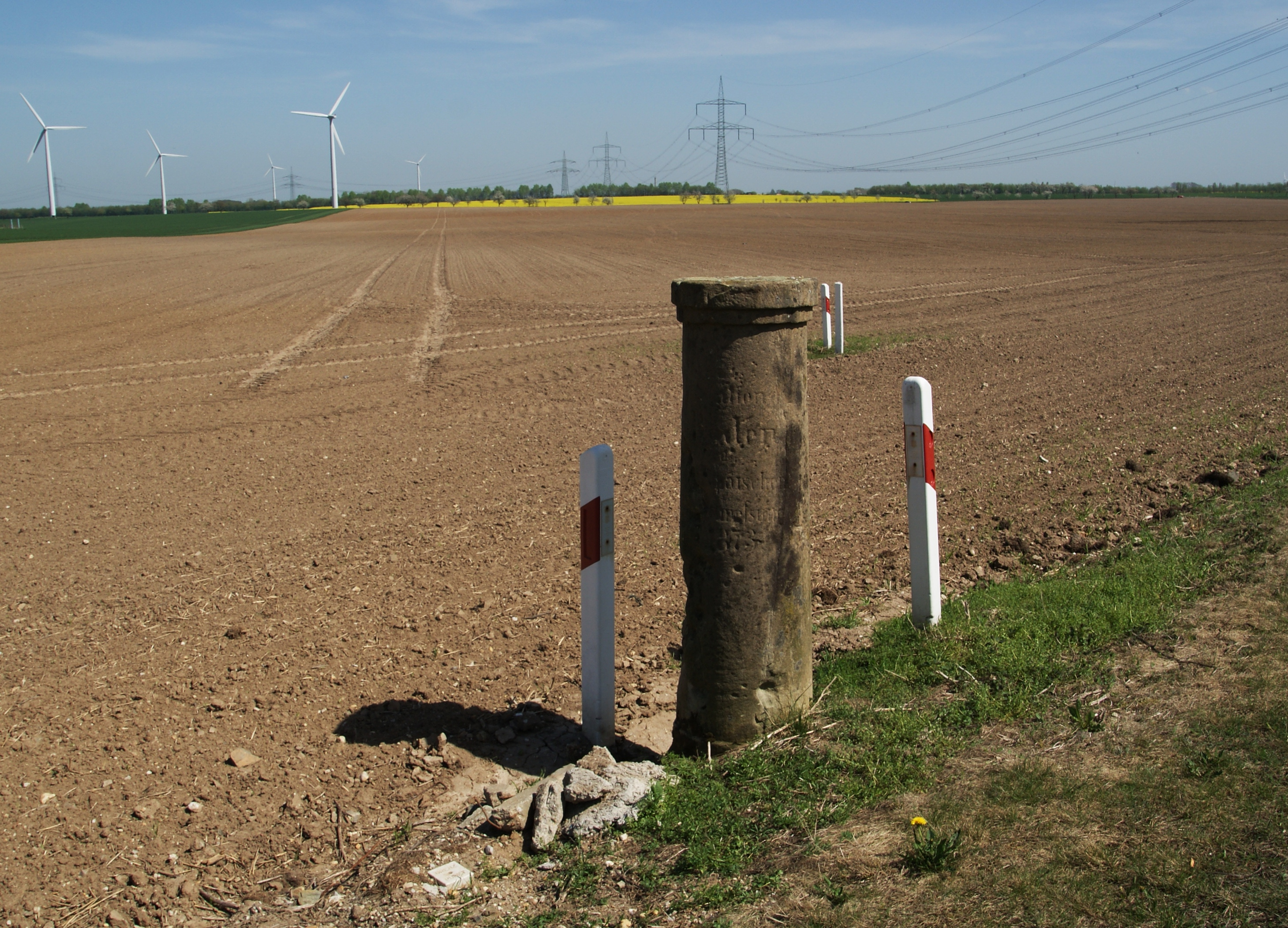
Triangulierungs-Säule Nr. 21
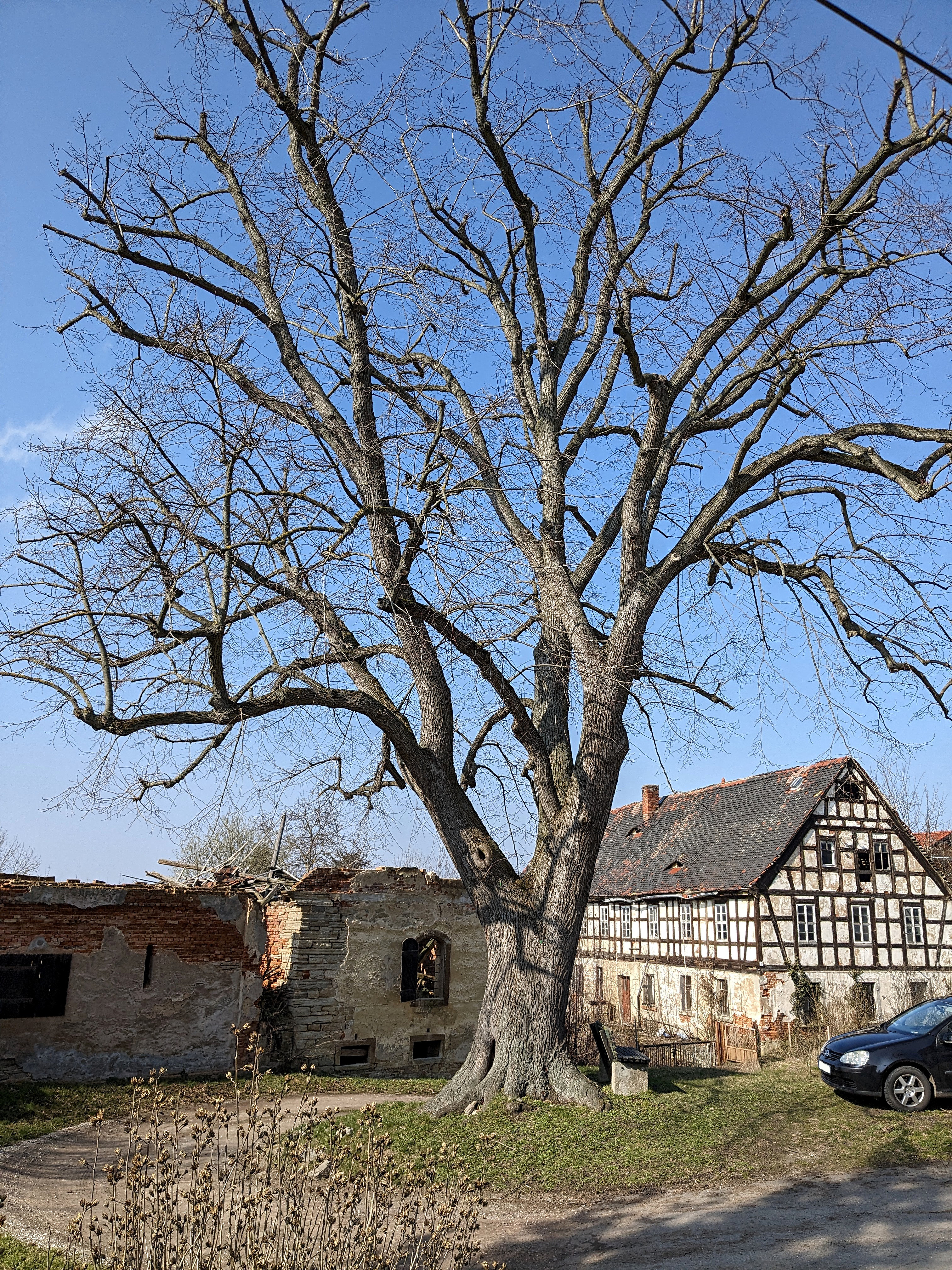
Naturdenkmal Sommerlinde